# کوتا یاناگیساوا
کوتا یاناگیساوا (انگلیسی: Kota Yanagisawa؛ زادهٔ ۸ آوریل ۱۹۸۲) بازیکن فوتبال اهل ژاپن است.